# Baksjön (Dorotea socken, Lappland, 719082-148245)
Baksjön är en sjö i Dorotea kommun i Lappland och ingår i Ångermanälvens huvudavrinningsområde. Baksjön ligger i Gitsfjället Natura 2000-område. Sjöns area är 0,043 kvadratkilometer och den är belägen 780 meter över havet.